# كاتدرائية نوتردام دو باري

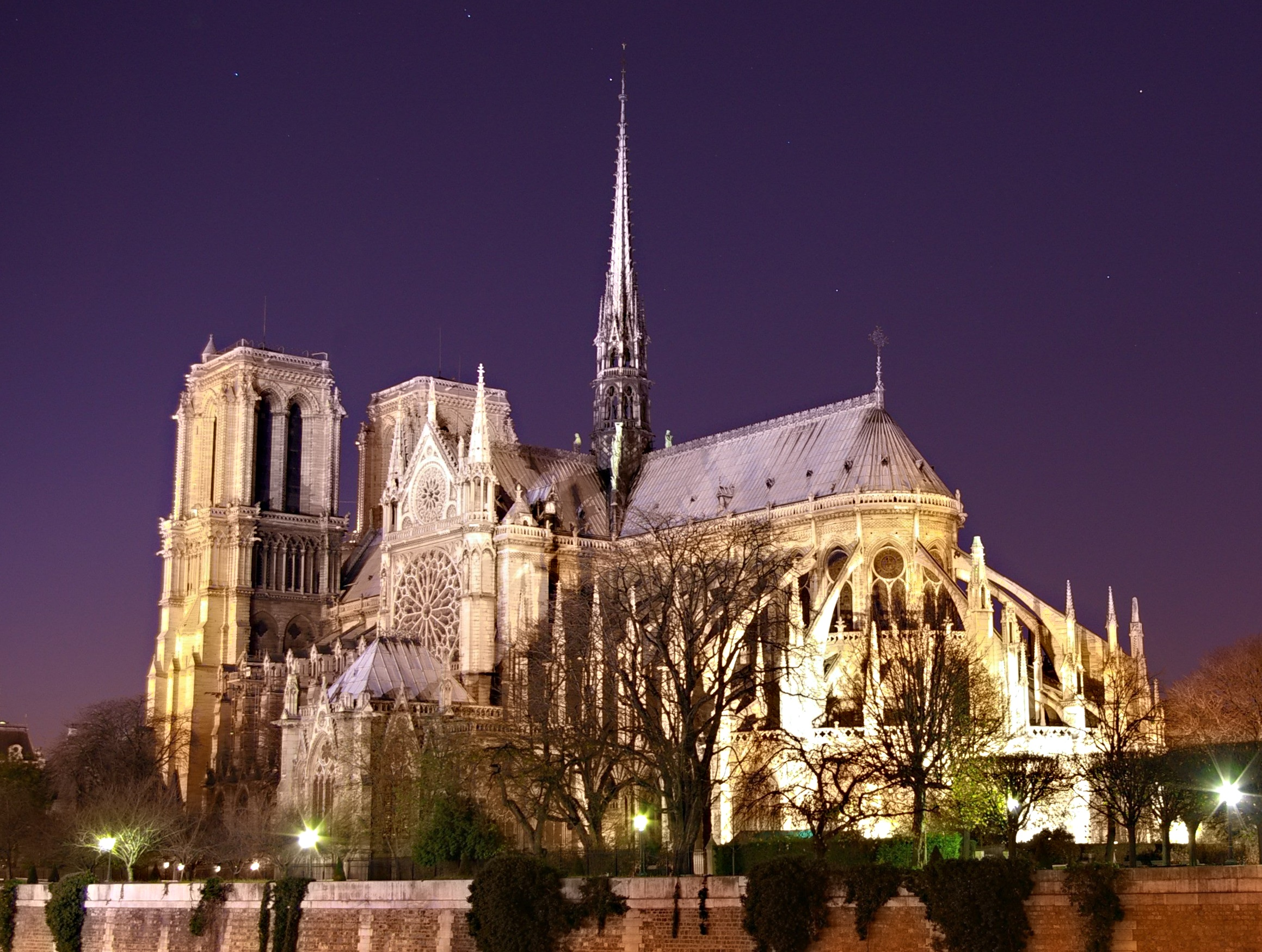
الجهة الجنوبية لكنيسة نوتردام.

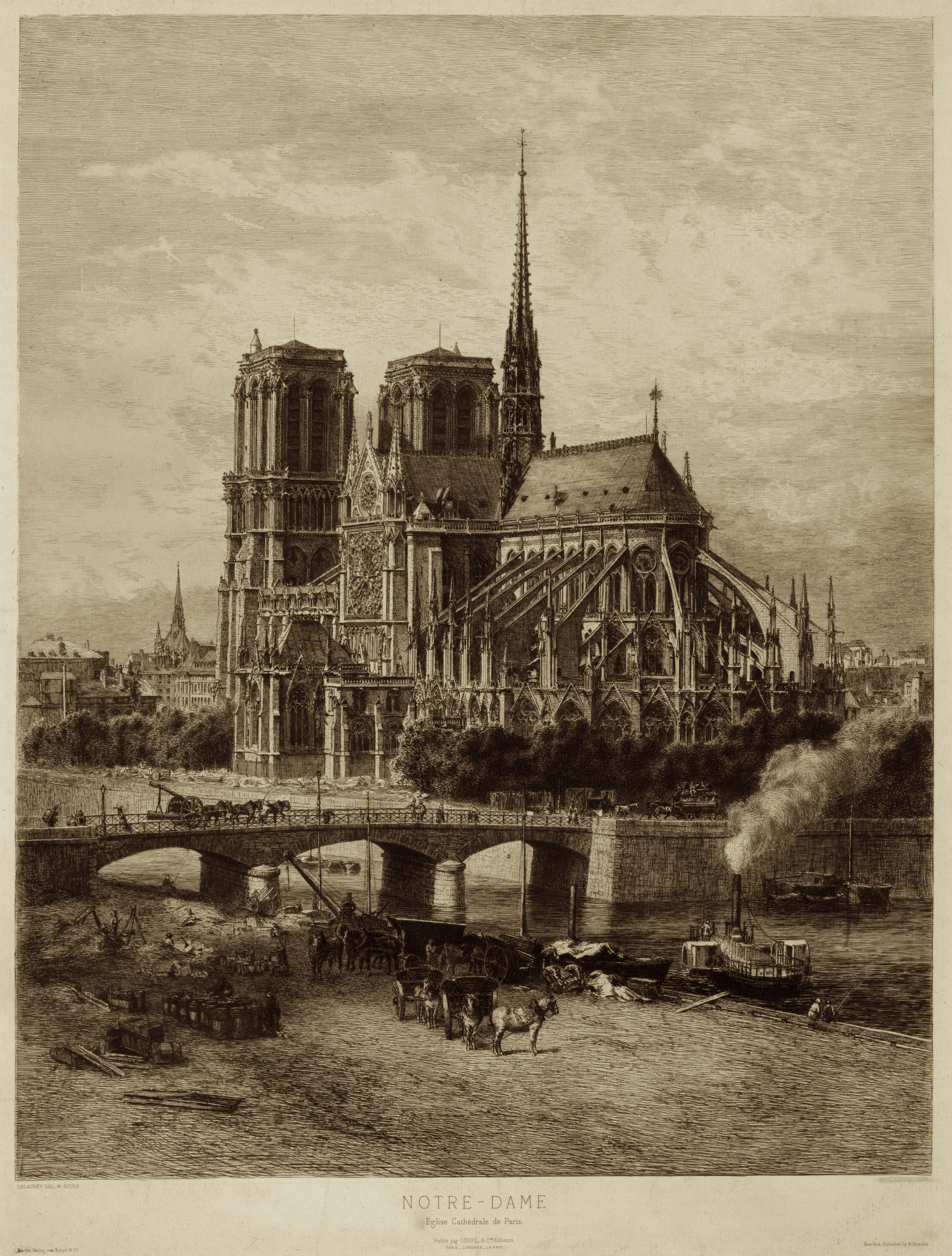
كنيسة نوتردام في أواخر القرن 19.

كاتدرائية نوتردام دو باري (بالفرنسية: Notre Dame de Paris)‏ وتعني بالعربيَّة "كاتدرائية سيدتنا العذراء لباريس"، وهي كاتدرائية كاثوليكية قرطوسيَّة، ومقر أبرشية باريس تقع في الجانب الشرقي من جزيرة المدينة على نهر السين وفي الدائرة الرابعة في باريس أي في قلب باريس التاريخي .تعد الكاتدرائية واحدة من أفضل الأمثلة على فن العمارة القوطية الفرنسية. وتتميز عن الطراز الروماني القديم باستخدامها المبتكر للقبو في الأضلاع والدعامة الطائرة، ونوافذها الوردية الهائلة والملونة، والواقعيَّة ووفرة زخارفها النحتية. تشمل المكونات الرئيسية التي تميز نوتردام الأورغن التاريخي الكبير وأجراسها الكنسية الهائلة.
تقوم كاتدرائية نوتردام في مكان بناء أول كنيسة مسيحية في باريس، وهي «بازيليك القديس استيفان» والتي كانت بدورها مبنية على أنقاض معبد جوبيتير الغالو-روماني، كانت النسخة الأولى من نوتردام كنيسةً بديعة بناها الملك شيلدبرت الأول ملك الفرنجة وذلك عام 528م، وأصبحت كاتدرائية مدينة باريس في القرن العاشر بشكلها القوطي. وترتفع قبة الكنيسة إلى 33 متراً. وبدأ بناء الكاتدرائية في عام 1160 تحت قيادة الأسقف موريس دي سولي وكانت كاملة إلى حد كبير بحلول عام 1260، على الرغم من تعديلها بشكل متكرر في القرون التالية. لقرون كانت الكاتدرائيَّة رمزًا للملكية الفرنسية، فهي المكان التي كان يتم فيه الاحتفال بأعياد الدولة وملوك فرنسا. وفي عقد 1790، عانت الكاتدرائية من تدنيسها أثناء الثورة الفرنسية؛ حيث أُتلفت ودُمّرت الكثير من لوحاتها الدينية. في عام 1804، كانت الكاتدرائية الموقع الذي شهد تتويج نابليون بونابرت كإمبراطور فرنسا، وشهدت معمودية هنري كونت تشامبورد في عام 1821، وجنازات العديد من رؤساء الجمهورية الفرنسية الثالثة.
ازدهر الاهتمام الشعبي بالكاتدرائية بعد وقت قصير من نشر رواية فيكتور هوجو بعنوان «أحدب نوتردام» في عام 1831. أدّى ذلك إلى مشروع ترميم كبير بين عام 1844 وعام 1864، تحت إشراف يوجين فيوليه لو دوك، الذي أضاف أبراج الكاتدرائية الشهيرة. جرى الاحتفال بتحرير باريس داخل كاتدرائية نوتردام دو باري في عام 1944 تلاه إنشاد نشيد مريم. ابتداءً من عام 1963، نُظّفت واجهة الكاتدرائية وأعيدت إلى لونها الأصلي. ونفذ مشروع تنظيف وترميم آخر بين عام 1991 وعام 2000.
الكاتدرائية هي واحدة من أكثر الرموز الحضارية والثفافية المعترف بها على نطاق واسع لمدينة باريس والأمَّة الفرنسية. وباعتبارها كاتدرائية مقر أبرشية باريس، هي أيضاً مقر رئيس أساقفة باريس ميشيل أوبيتيت. في عام 1805 مُنحت نوتردام الوضع الفخري لبازيليكا صغيرة. ويزور كاتدرائية نوتردام دو باري 12 مليون شخص سنويًا، مما يجعل الموقع النصب الأكثر زيارة في باريس. اشتهرت الكاتدرائية بخطب الصوم خلال الصوم الكبير، التي بدأها جان بابتيست هنري لاكوردير الدومينيكاني في ثلاثينيات القرن التاسع عشر. في السنوات الأخيرة، تم إعطاء عدد متزايد من الشخصيات العامة البارزة والأكاديميين العاملين في الدولة للخطب خلال فترة الصوم.
تم تجريد الكاتدرائية تدريجياً من الزخرفة الأصلية والأعمال الفنية. لا تزال العديد من الأمثلة الجديرة بالملاحظة للتماثيل القوطية والباروكية بالإضافة إلى تلك التي تعود إلى القرن التاسع عشر ومجموعة من القطع البديلة للقرن السابع عشر وأوائل القرن الثامن عشر في مجموعة الكاتدرائية وكنوزها التي لا تقدر بثمن. وتحتضن الكاتدرائية ببعض أهم الآثار الدينيَّة والقطع الآثرية في العالم المسيحي، بما في ذلك تاج الشوك، وقطعة من الصليب الحقيقي.
أثناء خضوعها للتجديد والترميم، اشتعلت النيران في الكاتدرائية في 15 أبريل من عام 2019 وأُصيبت بأضرار كبيرة، بما في ذلك تدمير ثُلثي الأسقف والأبراج. وقد أعلن الرئيس الفرنسي إيمانويل ماكرون أنه سيُعاد بناء نوتردام، قائلاً «إنه جزء من مصير، ومصير فرنسا، ومشروعنا المشترك على مدى السنوات المقبلة. وأنا ملتزم به». من المتوقع أن يستمر استقرار الهيكل ضد الانهيار المحتمل حتى نهاية عام 2020، مع بدء إعادة الإعمار في عام 2021. وتأمل حكومة فرنسا أن تكتمل إعادة الإعمار بحلول ربيع عام 2024، في الوقت المناسب لافتتاح دورة الألعاب الأولمبية الصيفية 2024 في باريس.

## الهندسة المعمارية
كنيسة نوتردام في باريس هي من المباني الأولى في العالم التي استخدمَت الدواعم الطائرة. المبنى لم يصمم بالأصل ليضم الدواعم الطائرة الموجودة حول الممر وصحن الكنيسة ولكن تمت إضافتها بعد أن بدأ البناء، بدأت الكسور تحدث للجدران الرقيقة الموجودة في أعلاها مما دُفِعا للخارج، كرد عليه قام المهندسون المعماريون ببناء الدعائم في الكاتدرائية حول الجدران الخارجية، واستمر النمط كإضافات لاحقة. مساحة السطح الكلية m² 5,500 (م² 4,800 مساحة السطح الداخلي ).
ووضعت العديد من التماثيل معدة بصورة فردية صغيرة نحو الخارج كدعم للعمود ويتدفق منها المياه. ومن بين هذه التماثيل «الجرغول» الشهيرة، المصممة لمياه الأمطار، والتركيبات. كانت التماثيل بالأصل ملونة كما كان معظمها في الخارج. لكن الطلاء تقشّر فيما بعد مع الوقت. استكملت الكاتدرائية قبل عام 1345. يوجد في الكاتدرائية مكان ضيق للتسلق مكون من 387 درجة حيث تظهر في الجزء العلوي بشكل حلزوني، على طول التسلق يمكن رؤية التماثيل والأجراس الأكثر شهرة في أرباع مغلقة، فضلا عن الرؤية المذهلة لمدينة باريس عند الوصول إلى الأعلى.

## تاريخ الإنشاء
في عام 1160، بعد أن أصبحت الكنيسة في باريس «كنيسة الرعية من ملوك أوروبا»، اعتبر الأسقف السابق موريس دي سولي باريس كاتدرائية سانت إتيان (سانت ستيفن)، التي أنشئت في القرن الرابع، لا تليق بدورها النبيل، وقد هدمت بعد وقت قصير من توليه لقب «أسقف باريس». كما هو الحال مع معظم الأساطير المؤسسة، هذا الحساب يجب أن يُؤخذ مع حبة المَلح؛ حيث إقترحت الْحفريات الأثرية في القرن العشرين أن تستبدل الكاتدرائية بسولي نفسها ببنائها الضخم، مع صحن وواجهة بحوالي 36 متراً. ولذلك فمن الممكن أن الأخطاء مع الهيكل السابق كانت مبالغاً باأسقفها وذلك للمساعدة في تبرير إعادة بناء على أحدث طراز. وفقا للأسطورة، سولي كان رؤية للكاتدرائية الجديدة المجيدة لباريس، ورسمت على أرض الواقع خارج الكنيسة الأصلية.
للبدء بالبناء، هدم الأسقف عدّة منازل، وبنى طريقاً جديدة لنقل المواد لبقية الكاتدرائية. بدأ البناء في عام 1163 في عهد لويس السابع، واختلف الرأي بشأن ما إذا كان سولي أوالبابا ألكسندر الثالث أرسى حجر الأساس للكاتدرائية. ومع ذلك، كرس الأسقف دي سولي معظم حياته والثروة للبناء في الكاتدرائية. استغرق بناء الجوقة من 1163 حتى عام 1177 ومذبحا عاليا جديدا في عام 1182 (كانت الممارسة العادية للطرف الشرقي لكنيسة جديدة لتكتمل أولاً، حيث أنه يمكن نصب جدار مؤقت في غرب الجوقة، مما يسمح لاستخدامه دون إنقطاع بينما بقية المبنى أخذ الشكل ببطء). بعد وفاة الأسقف موريس دي سولي في 1196، خلفه أوديس دي سولي وأشرف على الانتهاء من أجنحة الكنيسة والصحن، التي أوشكت على الانتهاء في وقت وفاته في 1208. خلال هذه المرحلة، بنيت الواجهة الغربية أيضاً، على الرغم من أنه لم يكتمل حتى حوالي منتصف 1240s.
عَمل العديد من المُهندسين المعماريين في الموقع خلال فترة التشييد، والذي يتضح من الأنماط المختلفة على ارتفاعات مختلفة من الجبهة الغربية والأبراج. وأشرف المهندس المعماري الرابع بين 1210 و 1220 على بناء المستوى مع الإطار الوردي وقاعات كبيرة تحت البرجين.
وجاءَت أهم التغييرات في التصميم في منتصف القرن الثّالث عشر، عندما تم تشكيل أجنحة الكنيسة على أحدث طراز رايونانت ؛في عاك 1240 أضاف جان دي الراحل بوابة جملونية إلى الجناح الشمالي تصدرت بنافذة ورد مذهلة. بعد ذلك (من عام 1258) نفذ بيير دي مونروي مخطط مماثل في الجناح الجنوبي. كل هذه البوابات كانت غنية منمقة مع النحت؛ تحمل مشاهد مميزة حيث يحمل المدخل الجنوبي جزءاً من حياة سانت ستيفن والقديسين المختلفة، في حين أظهرت البوابة الشمالية طفولة المسيح وقصة ثيوفيلوس مع تمثال العذراء وتأثير الطفل الكبير في ترومو. شارك العديد من المهندسين المعماريين في الموقع خلال فترة التشييد، والذي يتضح من الأنماط المختلفة على ارتفاعات مختلفة من الجبهة الغربية والأبراج. وأشرف عليها المهندس المعماري الرابع بين عامي 1210 و 1220، وتم بناء المستوى مع الإطار الوردي وقاعات كبيرة تحت البرجين.

### الجدول الزمني للبناء
- 1160 موريس دو سولي (يسمى أسقف باريس) أمر بهدم الكاتدرائية الأصلية.
- 1163وضع حجر الأساس لنوتردام دي باريس؛ وبدأ البناء.
- 1182 كاناكاريا وجَوقة الانتهاء.
- 1196 وفاة الأسقف موريس دي سولي.
- 1200 بدأ العمل على الواجهة الغربية.
- 1208 وفاة الأسقف أوديس دي سولي وكان الصحن على وشك الانتهاء.
- 1225 أُُنجزت الواجهة الغربية.
- 1250 إستُكملت الأبراج الغربية والشمالية والنافذة الموردة.
- 1245–1260 تم بناء أجنحة الكنيسة على طراز «رايونانت» بجان دي ثم بيير دي مونروي.
- 1250 – 1345 إستكمال العناصر المُتبقية.
- 15/4/2019 إنهيار البرج الرئيسي نتيجة حريق شب في الكنيسة التهم أغلب البناية

## السرداب
السّرداب الأثري في نوتردام بباريس، أُنشئ في عام 1965 لحماية مجموعة من الأطلال التاريخية، اكتُشف أثناء أعمال البناء والتي تمتد من المستوطنة الأقرب في باريس للعصر الحديث. تتم إدارتها من قبل Carnavalet «متحف الأقبية» وتتضمن إقامة معرض كبير ونماذج مفصلة للهندسة المعمارية لفترات زمنية مختلفة، وكيف يمكن أن ينظر إلى داخل الأنقاض. الميزة الرئيسية لا تزال مرئية وهي التدفئة تحت الأرض التي تم تثبيتها أثناء الاحتلال الروماني.

## التعديلات والتخريب وعمليات الاستعادة
في عام 1548، دمرت أضرار الشغب ميزات نوتردام، معتبرة أنها وثنية. أثناء عهد لويس الرابع عشر ولويس الخامس عشر، خضعت الكاتدرائية للتعديلات الرئيسية كجزء من محاولة مستمرة لتحديث الكاتدرائيات في جميع أنحاء أوروبا. تمثال ضخم لكريستوفرش يقف ضد دعامة قرب المدخل الغربي والذي يرجع تاريخه إلى عام 1413، ودمر عام 1786. كما دمرت مقابر ونوافذ من الزجاج الملون الموجودة في الشمال والجنوب .
في عام 1793، خلال «الثورة الفرنسية»، كان تكريس الكاتدرائية ل«عبادة العقل»، ومن ثم لعبادة الكائن الأسمى. وخلال هذا الوقت دُمّرت أو نُهبت العديد من كنوز الكاتدرائية. وكان هدم بُرج القرن الثالث عشر  وتماثيل ملوك الكتاب المقدس يهودا (خطأ يعتقد أنهم ملوك فرنسا)، تقع على إفريز على واجهة الكاتدرائية، وتم قطع رؤوسهم. وكثير من الرؤساء تم العثور عليهم أثناء حفر عام 1977 وعرضها في متحف كلوني دي. لبعض وقت، بدلاً من المذابح العديدة للسيدة مريم العذراء. نجحت أجراس الكاتدرائية العظيمة في تجنب ذوبانها. واستخدمت الكاتدرائية كمخزن لتخزين المواد الغذائية.
بدأ برنامج الترميم المثير للجدل في عام 1845، أشرف عليه المهندسون المعماريون جان-باتيست-أنطوان لاسوس ويوجين فيوليه لو دوك اللذان كانا مسؤولان عن ترميمات عشرات من القلاع والقصور والكاتدرائيات في فرنسا. استمر الترميم خمسة وعشرين عاماً  وتشمل إعادة إعمار أطول وأكثر المزخرفة flèche (وهو نوع من الأعشاب)،  فضلاً عن إضافة التركيبات على الأشباح كاليري. علّم فيوليت لو دوك أعماله دائماً بوساطة مع الخفافيش، وهيكل الجناح الذي يشبه المدفن في العمارة القوطية.
سببت الحرب العالمية الثانية المزيد من الضرر. العديد من النوافذ الزجاجية الملونة في الطبقة الدنيا أُصيبت برصاصات طائشة. التي تم تجديدها بعد الحرب، ولكن الآن الرياضة هي نمط الهندسة الحديثة، لا المشاهد القديمة للكتاب المقدس.
في عام 1991، بدأ برنامجاً رئيسياً للصيانة والترميم، الذي كان معداً خلال السنوات العشر الماضية، ولكن كان لا يزال في التقدم من عام 2010،  لا زال تنظيف وترميم المنحوتات القديمة مسألة حساسة جداً. حوالي عام 2014، رفعت الكثير من الإضاءة إلى إضاءة LED.
تعرضت الكنيسة لحريق هائل التهم أغلب البناية مما أدّى إلى انهيار البرج بالكامل في 15 أبريل 2019 
في ليلة الحريق، أعلن الرئيس إيمانويل ماكرون أن الكاتدرائية، التي تملكها الدولة، سيتم إعادة بنائها. انطلقت حملة دولية لجمع التبرعات في اليوم التالي. لم تكن الكاتدرائية مؤمنة، كما هو الحال في العديد من المباني التاريخية الأخرى في فرنسا بسبب التكلفة المرتفعة، مما ألقى بقيمة تكاليف إعادة البناء على عاهل الدولة. قدرت منظمة الحفاظ على التراث Fondation du Patrimoine قيمة الأضرار التي لحقت بالمبنى بمئات الملايين من اليوروهات؛  وذكرت شركات التأمين الفنية الأوروبية أن التكلفة ستكون مماثلة للتجديدات المستمرة لقصر ويستمنستر في لندن، والتي تقدر حاليًا بحوالي 7 مليارات يورو.

## الأرغن
على الرغم من أن العديد من الأجهزة قد تم تركيبها في الكاتدرائية مع مرور الوقت، إلا أن النماذج الأولى كانت غير كافية للمبنى. وقد تم الانتهاء من أول جهاز ملحوظ في القرن 18 من قبل الباني فرانسوا هنري كليكوت. بعض أنابيب كليكوت الأصلية في قسم الدواسة لا تزال سليمة من الجهاز لليوم. وأعيد بناء الجهاز بالكامل تقريبا وتوسع في القرن التاسع عشر من قبل أريستيد كافايلي كول.
ويعتبر منصب العضو الفاضل («رئيس» أو «رئيس» عضو، بالفرنسية: تيتوليرس ديس غراندس أورغز) في نوتردام واحدة من أعرق وظائف الأعضاء في فرنسا، جنباً إلى جنب مع وظيفة أورغ الفخري في سانت سولبيس في باريس، أكبر أداة Cavaillé-كول.
يحتوي الجهاز على 7،952 ماسورة، مع 900 تصنيف ومصنفة على أنها تاريخية. لديها 110 توقف حقيقي، خمسة 56-كتيبات يدوية و 32-مفتاح دواسة. وفي كانون الأول / ديسمبر 1992، إستُكملت عملية استعادة الجهاز لمدة سنتين وأدمج بالكامل بجهاز تحت ثلاث شبكات محلية. وشملت استعادة أيضاً عدداً من الإضافات، لا سيما اثنين من القصب الأفقي وتوقف إن تشاماد عند نمط كافايل-كول. وبالتالي فإن جهاز نوتردام فريد من نوعه في فرنسا في وجود القصبات الخمسة المستقلة تماما التي توقف عندها إن تشاماد.
وكان من بين الأرغنيين الأكثر شهرة في نوتردام دي باريس برن لويس، الذي شغل هذا المنصب من عام 1900 إلى عام 1937. وفي ظل ولايته، تم تعديل الجهاز Cavaillé-كول في طابعه في الدرجة اللّونية، لا سيما في عام 1902 و 1932. شغل دي سان مارتان المنصب بين عامي 1932 و 1954. كذلك بدأت كوشيرو بيير التعديلات (كانت العديد منها قد خططت بالفعل من قبل لويس فييرن)، بما في ذلك الكهرباء للعمل بين عامي 1959 و 1963. ووحدة تحكم كول الأصلية، (التي تقع الآن قرب الجهة العلوية للجهاز)، تم استبدالها بوحدة تحكم جديدة على الطراز الأنجلو أمريكان وإضافة المزيد من المحطات بين عامي 1965 و 1972، ولا سيما في قسم الدواسة، وإعادة تركيب المزيج، و32 جلسة مكتملة في نمط الباروك الجديد منفرد، وأخيراً إضافة ثلاثة علامات توقف للقصب الأفقي «إن تشاماد» في نمط الأيبيرية.
بعد مفاجأة وفاة كوشيريو في عام 1984، تم تعيين أربعة أعضاء جُدد في نوتردام في عام 1985: جان بيير ليجواي، أوليفييه لاتري، إيف ديفرناي (الذي توفي في عام 1990)، وفيليب ليفبفر. كان هذا يذكرنا بالممارسة التي تعود إلى القرن الثامن عشر للكاتدرائية التي تضم أربعة من أعضاء الفخري، كل واحد يلعب لمدة ثلاثة أشهر من السنة.

## الأجراس
الكاتدرائية لديها 10 أجراس. أكبرها إيمانويل، الأصل يعود إلى عام 1681، يقع في البرج الجنوبي ويزن ما يزيد قليلا عن 13 طنا ويتم تكليفه للإحتفال ساعات من اليوم ومناسبات وخدمات مختلفة. هذا الجرس هو دائما الرونغ الأول، على الأقل يتم تشغيله 5 ثوانٍ قبل البقية. حتى وقت قريب، كانت هناك أربعة أجراس إضافية في القرن التاسع عشر على عجلات في البرج الشمالي، والتي كان التأرجح فيها توافقياً. وكان القصد من هذه الأجراس أن تحل محل التسعة التي تم إزالتها من الكاتدرائية خلال الثورة وكان رونغ لمختلف الخدمات والمهرجانات. كانت الأجراس تتدلى مرة واحدة باليد قبل أن تسمح المحركات الكهربائية لهم بالتنقل دون العمل اليدوي. وعندما اكتشف أن حجم الأجراس يمكن أن يتسبب في اهتزاز المبنى بأكمله، مما يهدد سلامته الهيكلية، تم إخراجه من الاستخدام.
وفي ليلة 24 آب / أغسطس 1944 عندما أخذ عمود من القوات الفرنسية وقوات مسلحة متحالفة وعناصر من المقاومة، من قبل إيمانويل الذي أعلن أن تحرير المدينة جار.
في أوائل عام 2012، كجزء من مشروع 2 مليون يورو، اعتُبِرت الأجراس القديمة الأربعة في البرج الشمالي غير مرضية وأُزيلت. كانت الخطة في الأصل إذابتها وإعادة صياغة أجراس جديدة من المواد. ومع ذلك، أدى التحدي القانوني إلى أن يتم حفظ أجراس في المتطرفة في المسبك. واعتباراً من مطلع عام 2013، لا تزال تنحى جانباً إلى أن يُقرر مصيرها. تم صب مجموعة مكونة من 8 أجراس جديدة من قبل نفس المسبك «كورنيل هافارد»، في نورماندي الذي كان يلقي الأربعة في 1856. وفي الوقت نفسه، كان أكبر جرس يسمى ماري في أستن في هولندا من قبل رويال إيجسبوتس - هو الآن بإمانويل، إلى البرج الجنوبي. وتم تصميم 9 أجراس جديدة، والتي تم تسليمها إلى الكاتدرائية في نفس الوقت (31 يناير 2013)،  لتكرار جودة ونبرة أجراس الكاتدرائية الأصلية.

## الملكية
بموجب قانون عام 1905، نوتردام دو باريس هي من بين 70 كنيسة في باريس بنيت قبل ذلك العام والتي تملكها الدولة الفرنسية. في حين أن المبنى نفسه مملوك للدولة، والكنيسة الكاثوليكية هي المستفيدة المعنية، ولها الحق الحصري في استخدامها لأغراض دينية إلى الأبد. الأبرشية هي المسؤولة عن الدفع للموظفين والأمن والتدفئة والتنظيف، والتأكد من أن الكاتدرائية مفتوحة مجانا للزوار. لا تتلقى الأبرشية إعانات من الدولة الفرنسية.

## أحداث هامة
- 1170: وجود مدرسة كاتدرائية تعمل في نوتردام. هذه المؤسسة من المعلمين والطلاب سوف تتطور في 1200 في جامعة باريس في مرسوم من الملك فيليب أوغست.
- 1185: هيراكليوس قيسارية تدعو إلى الحملة الصليبية الثالثة من الكاتدرائية التي لم تكتمل بعد.
- 1239: يتم وضع «تاج الأشواك» في الكاتدرائية سانت لويس أثناء تشييد سانت-شابيل.
- 1302: معرض فيليب يفتح أول دولة عامة.
- 16 ديسمبر 1431: توج هنري السادس ملك إنجلترا ملك فرنسا.[40]
- 1450: وحوش باريس محاصرون وقتلوا على مشارف الكاتدرائية.
- 7 تشرين الثاني/نوفمبر 1455: إيزابيل Romée، أم «دارك»، التماسات وفد البابا يوحنا بولس الثاني إلى نقض إدانة ابنتها للهرطقة.
- 1 يناير 1537: جيمس الخامس من اسكتلندا تزوج من مادلين من فرنسا.
- 24 أبريل 1558: ماري، ملكة الأسكتلندي متزوجة من دوفين فرانسيس (فرانسيس الثاني في وقت لاحق من فرنسا)، ابن هنري الثاني من فرنسا.
- 18 أغسطس 1572: هنري نافار (في وقت لاحق هنري الرابع من فرنسا) يتزوج مارغريت فالوا. الزواج لا يحدث في الكاتدرائية ولكن على بارفيس من الكاتدرائية، كما هنري الرابع البروتستانتية.[41]
- 10 سبتمبر 1573: كانت الكاتدرائية موقع نذر قدمه هنري فالواز بعد فترة إنتخابية من الكومنولث البولندي اللتواني بأنه سيحترم الحريات التقليدية وقانون الحرية الدينية الذي تم إقراره مؤخراً.[42]
- 10 نوفمبر 1793: مهرجان العقل.
- تتويج نابليون الأول في 2 ديسمبر 1804 في نوتردام في اللوحة 1807 من قبل جاك لويس ديفيد.
- 2 ديسمبر 1804: حفل تتويج نابليون الأول وزوجته جوزفين، مع البابا بيوس السابع.
- 1831: رواية ذي هونشباك من نوتردام نشرت من قبل الكاتب الفرنسي فيكتور هوغو.
- 18 أبريل 1909: جوان أوف أرك هو بيتيفيد.
- 16 مايو 1920: جوان أوف أرك هو كانونيزد.
- 1900: عين لويس فييرن عضو في نوتردام دو باريس بعد منافسة شديدة (مع قضاة بما في ذلك تشارلز ماري ودور) ضد 500 من لاعبي الأجهزة الأكثر موهبة في العصر.
- في 2 يونيو 1937 وفاة لويس فييرن في الجهاز الكاتدرائية (كما كان رغبته مدى الحياة) بالقرب من نهاية الحفل عام 1750.
- 11 فبراير 1931: أطلقت أنتونييتا ريفاس ميركادو نفسها على المذبح مع ممتلكات مسدس عشيقها خوسيه فاسكونسيلوس. وتوفيت على الفور.
- 26 آب / أغسطس 1944: «تي ديوم ماس» تجري في الكاتدرائية للاحتفال بتحرير باريس. (وفقا لبعض الحسابات قد توقفت الجماهير بنيران القناصة من كل من المعارض الداخلية والخارجية.)
- 12 نوفمبر 1970: يعقد قداس القداس العام من شارل ديغول.
- 26 يونيو 1971: فيليب بيتي خياطة خيوط سلكية بين أبراج نوتردام وحبل ضيق يمشي عبره. قام بيتي في وقت لاحق بعمل مماثل بين البرجين التوأمين لمركز التجارة العالمي.
- 31 مايو 1980: بعد ماغنيفيكات من هذا اليوم، البابا يوحنا بولس الثاني يحتفل بالقداس على بارفيس من الكاتدرائية.
- يناير 1996: قداس القداس فرانسوا ميتران.
- 10 أغسطس 2007: قداس القداس من الكاردينال جان ماري لوستيجر، رئيس أساقفة باريس السابق واليهود الشهير تحول إلى الكاثوليكية.
- 12 ديسمبر 2012: تبدأ كاتدرائية نوتردام إحتفالاً عاما بعيد الذكرى 850 لزرع أول كتلة بناء للكاتدرائية.[43]
- 21 مايو 2013: تم إجلاء حوالي 1500 زائر من كاتدرائية نوتردام بعد أن كتب دومينيك فينر، المؤرخ، رسالة على مذبح الكنيسة وأطلق النار على نفسه. مات على الفور.[44][45]
- 15 أبريل 2019 عند الساعة 16:50 بتوقيت جريننتش حريق ضخم يلتهم الكنيسة واستمر الحريق لعدة ساعات دون جدوى من إخمادها ؛ ويُعتقد أن أعمال الصيانة التي كانت تجرى حينها هي السبب في ذلك.

تشتهر الكاتدرائية بخطبها التي أسسها الدومينيكان جان بابتيست هنري لاكوردير الشهير في ستينيات القرن التاسع عشر. غير أنه في السنوات الأخيرة، أعطى عدد كبير من الشخصيات العامة والأكاديميين العاملين في الدولة عدداً متزايداً.